# Kolbjörn (1917)
Kolbjörn var en svensk bogserbåt tidigare verksam efter norrlandskusten.
Kolbjörn byggdes 1917 för Kramfors AB:s dotterbolag Rederi AB Wilhelmina vid Bergsunds Mekaniska Verkstad, Stockholm, Sverige.
Ursprungligt maskineri var en trippelexpansionsångmaskin på 680 Ihk, den byttes vid en motorisering på Mohögs MV, Gustavsvik, vintern 1956–1957 ut mot en 6-cylindrig NOHAB Polar MN 16 Turbo på 1600 hk.
Utrangerades 1985 efter ett motorhaveri vid Haraholmen utanför Piteå i februari 1984.
1998 förtöjdes båten vid Slottshagen i Norrköping där hon fungerade som husbåt. I januari 2024 sjönk hon, vilket åter skedde i oktober. Under maj 2025 bärgades båten för att huggas upp på plats.

## Källor

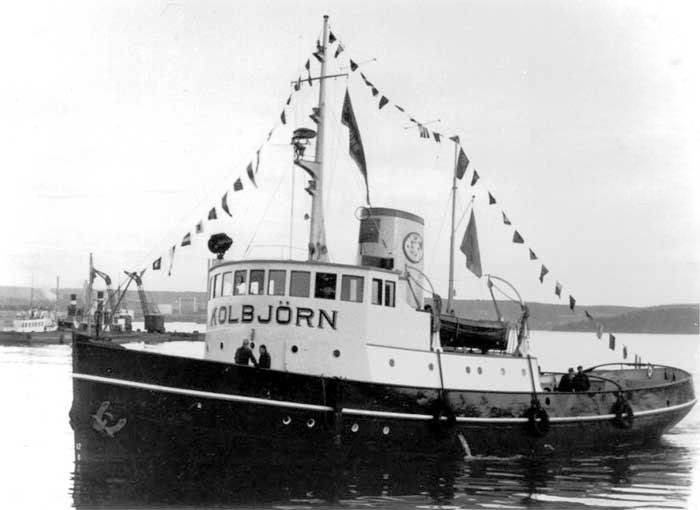
Kolbjörn efter motoriseringen 1956.